# Illinois State University Women's Volleyball
La Illinois State University Women's Volleyball è la squadra pallavolo femminile appartenente alla Illinois State University, con sede a Normal (Illinois): milita nella Missouri Valley Conference della NCAA Division I.

## Storia
Il programma di pallavolo femminile della Illinois State University viene fondato nel 1973 da Lynne Higgins. Durante la sua gestione e quella di Linda Herman, il programma è affiliato alla AIAW Division I. Nel 1982 si registrano diversi avvicendamenti: in panchina arriva Sandy Lynn e le Redbirds si trasferiscono nella Missouri Valley Conference, allora chiamata Gateway Collegiate Athletic Conference, della NCAA Division I; conquistano quindi quattro titoli di conference e altrettanti accessi al torneo NCAA, eliminate sempre al primo turno. 
Con in panchina Julie Morgan, invece, le Redbirds attraversano un periodo di buona continuità, segnato da altre cinque affermazioni in conference, mentre durante la post-season si spingono per la prima volta fino alle Sweet sixteen nel 1992. Dopo la poco brillante gestione di Sharon Dingman, il programma viene affidato a Melissa Myers, conquistando il decimo titolo MVC della propria storia, mentre nel 2016 il timone delle Redbirds viene affidato a Leah Johnson, che conquista ancora tre titoli di conference.

## Record
| Piazzamento          |    | Edizione |
| -------------------- | -- | --- |
| Tornei NCAA          | 17 | Sweet Sixteen: 1 1992                                                                                       |
| Tornei NCAA          | 17 | Secondo turno: 2 1996, 2014                                                                                 |
| Tornei NCAA          | 17 | Primo turno: 14 1982, 1983, 1984, 1985, 1988, 1989, 1993, 1997, 1998, 2007 2018, 2019, 2020, 2021           |
| Titoli di conference | 13 | Missouri Valley Conference: 13 1982, 1983, 1984, 1985, 1988, 1989, 1992, 1996, 1997, 2014, 2019, 2020, 2021 |

## Conference
- Missouri Valley Conference[1]: 1982-

## All-America

### Second Team
- Julie Mueller (1984)

## Allenatori
- Lynne Higgins: 1973-1974
- Linda Herman: 1975-1981
- Sandy Lynn: 1982-1986
- Julie Morgan: 1987-1999
- Sharon Dingman: 2000-2007
- Melissa Myers: 2008-2016
- Leah Johnson: 2017-